# Steve Asselin
Pour les articles homonymes, voir Asselin.
Steve Asselin, né à Québec, est un directeur de la photographie et un acteur québécois.

## Biographie
Né  à Québec, Steve Asselin étudie le cinéma au cégep Ahuntsic de Montréal. Quand il s'inscrit à l'université, il poursuit ses études en littérature avant de revenir au cinéma pour entreprendre une carrière de directeur de la photographie. Ses premiers films sont tournés avec ses amis, les réalisateurs Francis Leclerc et Ricardo Trogi. En parallèle, il photographie aussi des vidéoclips, quelques courts métrages et de nombreux spots publicitaires. 
Au cours des années 2000, il s'installe à Montréal et, tout en restant fidèle à ses amis Leclerc et Trogi, travaille également avec Denis Chouinard, Éric Tessier et Robin Aubert.

## Filmographie

### Comme directeur de la photographie

#### Cinéma
- 2001 : Requiem contre un plafond de Jeremy Peter Allen (court métrage)
- 2001 : Une jeune fille à la fenêtre de Francis Leclerc
- 2002 : Québec-Montréal de Ricardo Trogi
- 2003 : Une éclaircie sur le fleuve de Rosa Zacharie (court métrage)
- 2004 : Vendus d'Éric Tessier
- 2004 : Mémoires affectives de Francis Leclerc
- 2005 : Saints-Martyrs-des-Damnés de Robin Aubert
- 2006 : Délivrez-moi de Denis Chouinard
- 2008 : Borderline de Lyne Charlebois
- 2008 : Dans une galaxie près de chez vous 2 de Philippe Gagnon
- 2008 : Un été sans point ni coup sûr de Francis Leclerc
- 2009 : Romaine par moins 30 d'Agnès Obadia
- 2009 : 1981 de Ricardo Trogi
- 2010 : À l'origine d'un cri de Robin Aubert
- 2010 : Le Poil de la bête de Philippe Gagnon
- 2011 : Le Bonheur des autres de Jean-Philippe Pearson
- 2012 : Comptine en deux temps de Céline France (court métrage)
- 2013 : L'Autre Maison de Mathieu Roy
- 2014 : Bunker de Patrick Boivin
- 2014 : 1987 de Ricardo Trogi
- 2015 : Corbo de Mathieu Denis
- 2015 : Sur les traces de Maria Chapdelaine de Jean-Claude Labrecque (documentaire)
- 2015 : Paul à Québec de François Bouvier
- 2017 : Pieds nus dans l'aube de Francis Leclerc
- 2018 : 1991 de Ricardo Trogi
- 2019 : Menteur d'Émile Gaudreault
- 2020 : Flashwood de Jean-Carl Boucher
- 2020 : Slaxx (en) d'Elza Kephart (en)
- 2021 : L'Arracheuse de temps de Francis Leclerc
- 2023 : Les Hommes de ma mère d'Anik Jean
- 2023 : Le Plongeur de Francis Leclerc

#### Télévision
- 2011 - 2012 : Les Rescapés (saison 2)
- 2012 : Apparences
- 2013 : Mon meilleur ami (5 premiers épisodes)

### Comme acteur
- 2004 : Mémoires affectives de Francis Leclerc : livreur à vélo

## Distinctions

### Nominations
- 2006 : meilleure direction de la photographie pour Saints-Martyrs-des-Damnés lors de la 8e soirée des prix Jutra
- 2013 : meilleure direction de la photographie pour L'Autre Maison lors de la 16e soirée des prix Jutra
- 2015 : meilleure direction de la photographie pour Corbo lors de la 18e soirée des prix Jutra